# Spoorbrug Mook
De Spoorbrug Mook tussen Mook en Katwijk, overspant de rivier de Maas en maakt deel uit van de Spoorlijn Nijmegen - Venlo. In de Tweede Wereldoorlog werd de brug verwoest. In 1945 legden de Britse genietroepen er een baileybrug die al snel vervangen werd door twee militaire vakwerkbrugdelen van het Callender-Hamiltontype en een derde vakwerkdeel.

## Constructie
De brug bestaat uit drie vakwerkoverspanningen en vier betonnen aanbruggen. De Callender-Hamiltonbrugdelen hebben een ruitenverband, wat voor spoorbruggen uniek is in Nederland. De brugpijlers zijn breed genoeg om een dubbelsporige verbinding te ondersteunen, de spoorbrug is echter enkelsporig. De lijn waar de overspanning deel van uitmaakt is niet geëlektrificeerd, hij wordt daarom gebruikt door dieseltreinen.

## Fietsbrug De Maasover
Aan de zuidkant werd op 16 mei 2020 een fietsbrug bevestigd, onderdeel van het MaasWaalpad, een snelfietsroute tussen Cuijk en Nijmegen. De werkzaamheden hiervoor waren medio 2019 gestart. Deze fietsbrug werd in Schiedam gebouwd door Züblin HSM en kreeg na een prijsvraag de naam De Maasover.

## Afbeeldingen

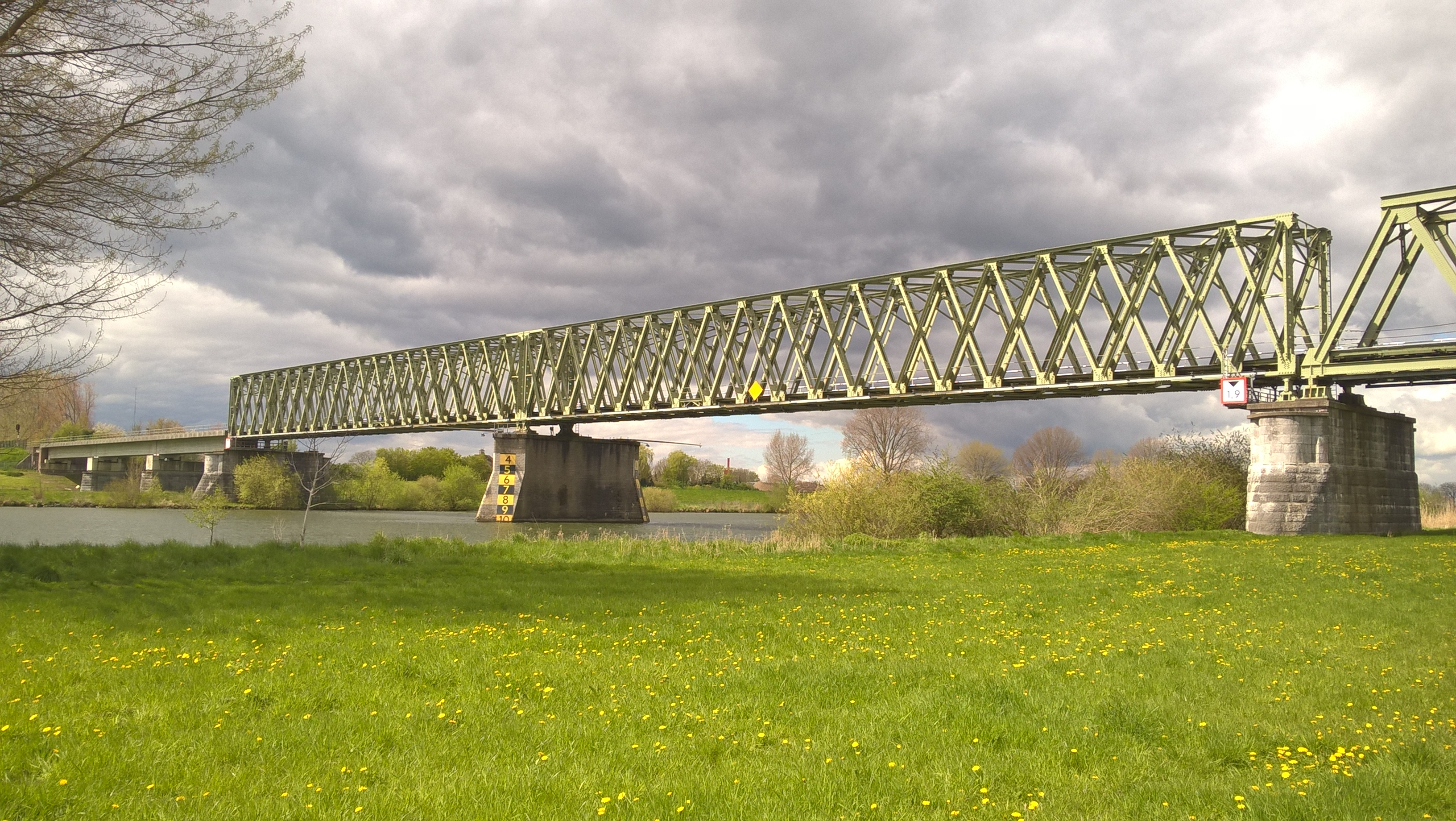
Twee van de drie vakwerkoverspanningen hebben een ruitenverband
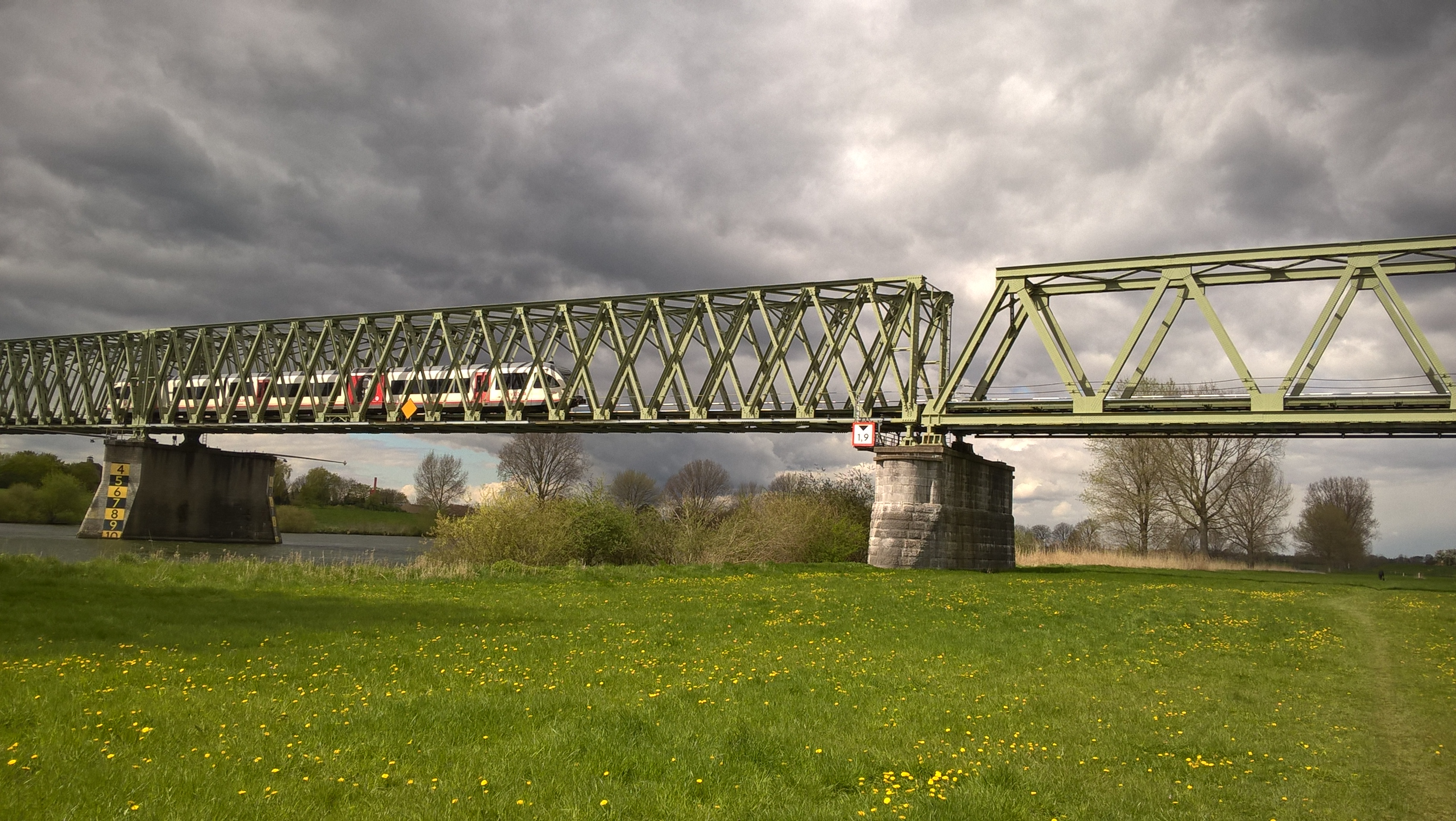
Een Velios trein van Veolia passeert de brug
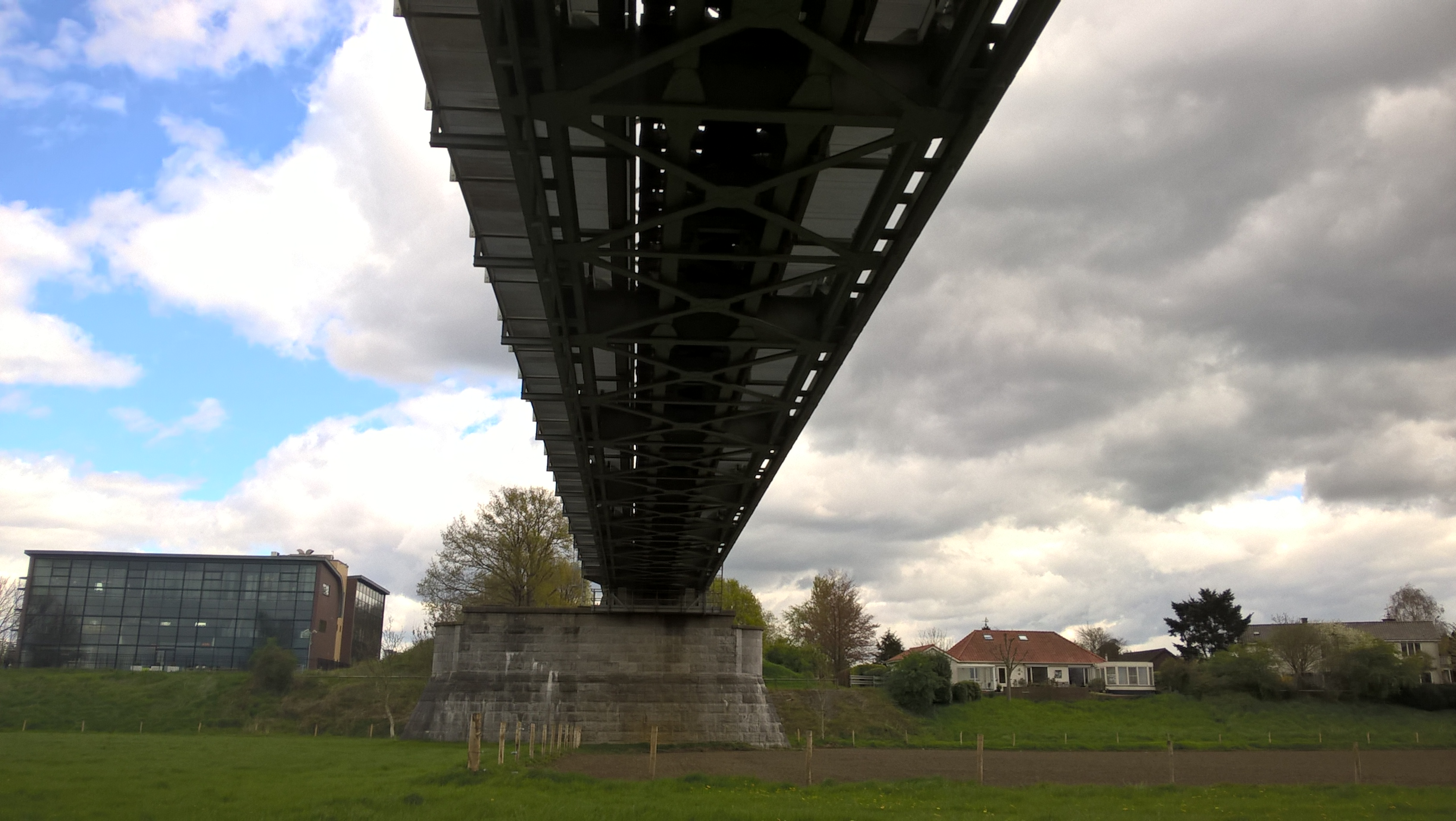
Onderkant van de brug, open staalconstructie
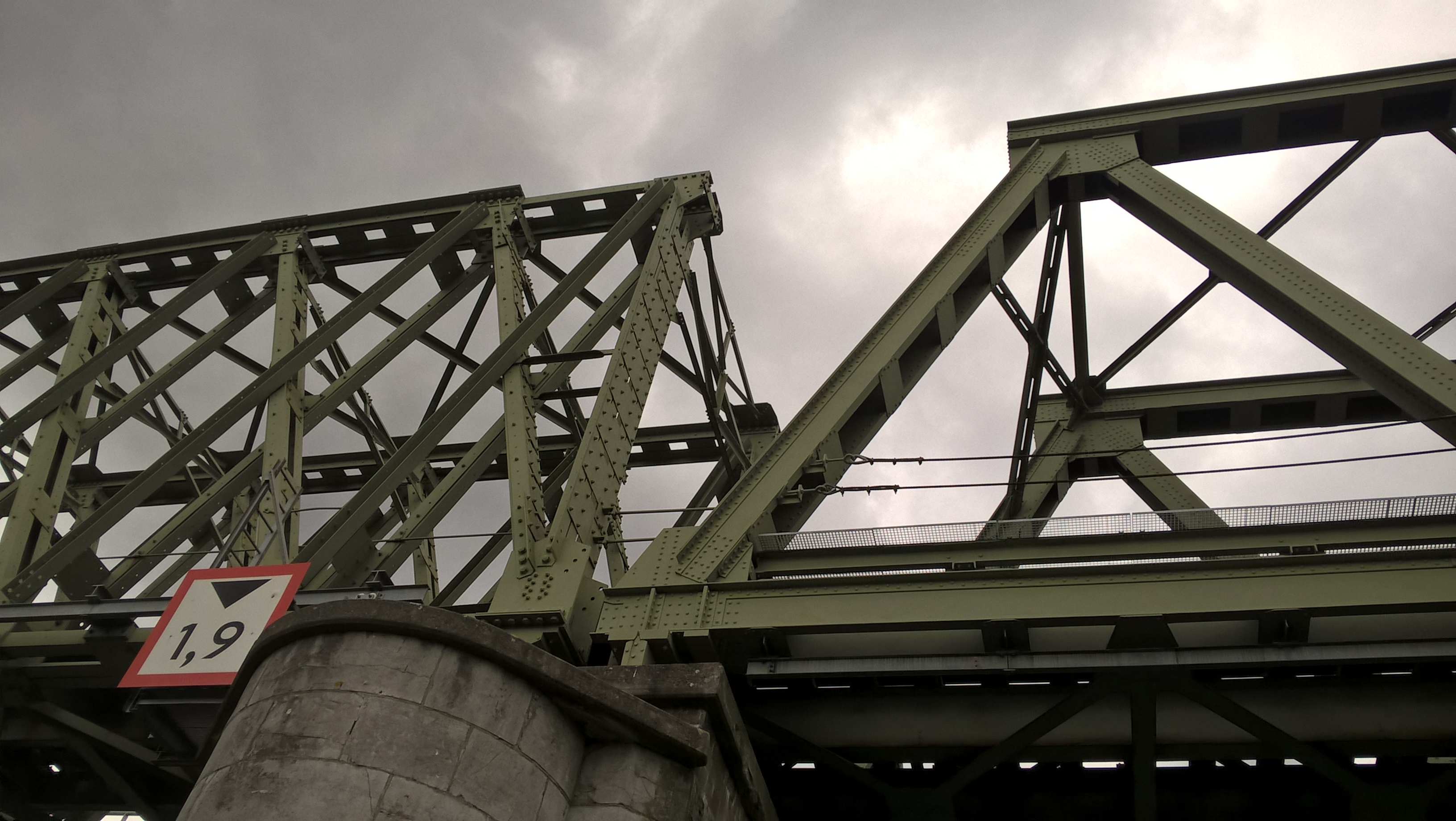
Overgang tussen vakwerk met ruitenverband en vakwerk met V-liggers
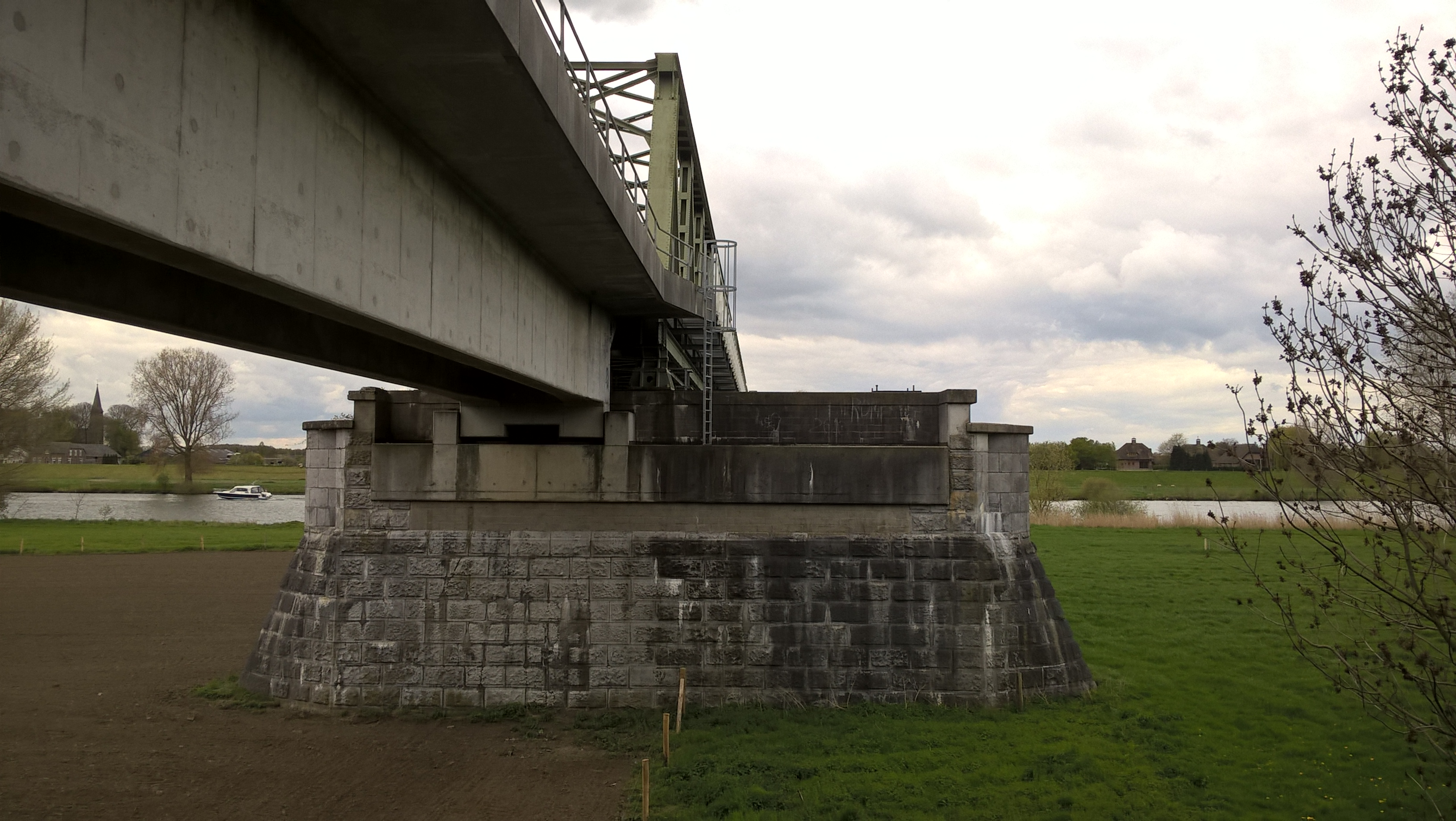
Er is ruimte voor een dubbelsporige brug op de brugpijlers